# Grande Prêmio da Catalunha de 2018 (MotoGP)
O Grande Prêmio da MotoGP da Catalunha de 2018 ocorreu em 17 de junho.

## Resultados

### Classificação MotoGP
| Pos | Piloto            | Equipe                      | Moto    | Tempo     | Pontos |
| --- | ----------------- | --------------------------- | ------- | --------- | ------ |
| 1   | Jorge Lorenzo     | Ducati Team                 | Ducati  | 40'13.566 | 25     |
| 2   | Marc Marquez      | Repsol Honda Team           | Honda   | +4.479    | 20     |
| 3   | Valentino Rossi   | Movistar Yamaha MotoGP      | Yamaha  | +6.098    | 16     |
| 4   | Cal Crutchlow     | LCR Honda CASTROL           | Honda   | +9.805    | 13     |
| 5   | Dani Pedrosa      | Repsol Honda Team           | Honda   | +10.640   | 11     |
| 6   | Maverick Viñales  | Movistar Yamaha MotoGP      | Yamaha  | +10.798   | 10     |
| 7   | Johann Zarco      | Monster Yamaha Tech 3       | Yamaha  | +13.432   | 9      |
| 8   | Danilo Petrucci   | Alma Pramac Racing          | Ducati  | +15.055   | 8      |
| 9   | Alvaro Bautista   | Angel Nieto Team            | Ducati  | +22.057   | 7      |
| 10  | Andrea Iannone    | Team SUZUKI ECSTAR          | Suzuki  | +24.141   | 6      |
| 11  | Pol Espargaro     | Red Bull KTM Factory Racing | KTM     | +36.560   | 5      |
| 12  | Scott Redding     | Aprilia Racing Team Gresini | Aprilia | +38.229   | 4      |
| 13  | Karel Abraham     | Angel Nieto Team            | Ducati  | +1'21.526 | 3      |
| 14  | Franco Morbidelli | EG 0,0 Marc VDS             | Honda   | 3 voltas  | 2      |

### Classificação Moto2
| Pos | Piloto              | Equipe                      | Moto     | Tempo     | Pontos |
| --- | ------------------- | --------------------------- | -------- | --------- | ------ |
| 1   | Fabio Quartararo    | HDR - Speed Up Racing       | Speed Up | 38'22.059 | 25     |
| 2   | Miguel Oliveira     | Red Bull KTM Ajo            | KTM      | +2.492    | 20     |
| 3   | Alex Marquez        | EG 0,0 Marc VDS             | Kalex    | +3.485    | 16     |
| 4   | Marcel Schrotter    | Dynavolt Intact GP          | Kalex    | +4.398    | 13     |
| 5   | Xavi Vierge         | Dynavolt Intact GP          | Kalex    | +4.687    | 11     |
| 6   | Brad Binder         | Red Bull KTM Ajo            | KTM      | +7.637    | 10     |
| 7   | Lorenzo Baldassarri | Pons HP40                   | Kalex    | +7.724    | 9      |
| 8   | Francesco Bagnaia   | SKY Racing Team VR46        | Kalex    | +10.611   | 8      |
| 9   | Sam Lowes           | Swiss Innovative Investors  | KTM      | +13.909   | 7      |
| 10  | Iker Lecuona        | Swiss Innovative Investors  | KTM      | +15.124   | 6      |
| 11  | Andrea Locatelli    | Italtrans Racing Team       | Kalex    | +15.983   | 5      |
| 12  | Simone Corsi        | Tasca Racing Scuderia Moto2 | Kalex    | +16.405   | 4      |
| 13  | Tetsuta Nagashima   | IDEMITSU Honda Team Asia    | Kalex    | +18.995   | 3      |
| 14  | Augusto Fernandez   | Pons HP40                   | Kalex    | +20.241   | 2      |
| 15  | Remy Gardner        | Tech 3 Racing               | Tech 3   | +20.409   | 1      |
| 16  | Edgar Pons          | AGR Team                    | Kalex    | +24.538   | 0      |
| 17  | Luca Marini         | SKY Racing Team VR46        | Kalex    | +27.609   | 0      |
| 18  | Steven Odendaal     | NTS RW Racing GP            | NTS      | +28.226   | 0      |
| 19  | Khairul Idham Pawi  | IDEMITSU Honda Team Asia    | Kalex    | +28.640   | 0      |
| 20  | Dominique Aegerter  | Kiefer Racing               | KTM      | +29.217   | 0      |
| 21  | Danny Kent          | HDR - Speed Up Racing       | Speed Up | +30.295   | 0      |
| 22  | Joe Roberts         | NTS RW Racing GP            | NTS      | +37.600   | 0      |
| 23  | Jules Danilo        | Nashi Argan SAG Team        | Kalex    | +38.649   | 0      |
| 24  | Dimas Ekky Pratama  | Astra Honda Racing Team     | Honda    | +44.604   | 0      |
| 25  | Eric Granado        | Forward Racing Team         | Suter    | +49.491   | 0      |

### Classificação Moto3
| Pos | Piloto                 | Equipe                    | Moto  | Tempo     | Pontos |
| --- | ---------------------- | ------------------------- | ----- | --------- | ------ |
| 1   | Enea Bastianini        | Leopard Racing            | Honda | 38'36.883 | 25     |
| 2   | Marco Bezzecchi        | Redox PruestelGP          | KTM   | +0.167    | 20     |
| 3   | Gabriel Rodrigo        | RBA BOE Skull Rider       | KTM   | +0.170    | 16     |
| 4   | John Mcphee            | CIP - Green Power         | KTM   | +0.257    | 13     |
| 5   | Tatsuki Suzuki         | SIC58 Squadra Corse       | Honda | +0.639    | 11     |
| 6   | Kaito Toba             | Honda Team Asia           | Honda | +6.801    | 10     |
| 7   | Fabio Di Giannantonio  | Del Conca Gresini Moto3   | Honda | +6.872    | 9      |
| 8   | Alonso Lopez           | Estrella Galicia 0,0      | Honda | +6.600    | 8      |
| 9   | Dennis Foggia          | SKY Racing Team VR46      | KTM   | +7.315    | 7      |
| 10  | Raul Fernandez         | Angel Nieto Team          | KTM   | +7.507    | 6      |
| 11  | Jakub Kornfeil         | Redox PruestelGP          | KTM   | +7.638    | 5      |
| 12  | Makar Yurchenko        | CIP - Green Power         | KTM   | +8.263    | 4      |
| 13  | Adam Norrodin          | Petronas Sprinta Racing   | Honda | +15.256   | 3      |
| 14  | Nakarin Atiratphuvapat | Honda Team Asia           | Honda | +26.621   | 2      |
| 15  | Livio Loi              | Reale Avintia Academy 77  | KTM   | +28.559   | 1      |
| 16  | Philipp Oettl          | Sudmetal Schedl GP Racing | KTM   | +32.980   | 0      |
| 17  | Lorenzo Dalla Porta    | Leopard Racing            | Honda | 2 voltas  | 0      |